# ویداوا (استان ووتسکی)
ویداوا (به لاتین: Widawa) یک روستا در لهستان است که در گمینا ویداوا واقع شده‌است. ویداوا ۱٬۳۰۰ نفر جمعیت دارد.